# Робін М. Кануп
Робін М. Кануп (народилася 20 листопада 1968 р.) — американська астрофізикиня. Вона отримала ступінь бакалавра в Університеті Дьюка і захистила докторську дисертацію в Університеті Колорадо в Боулдері. Її головна галузь досліджень стосується утворення планет і супутників. У 2003 році Кануп була нагороджена премією Гарольда К. Юрі.
Робін добре відома у наукових колах своїми дослідженнями, заснованими на гіпотезі гігантського впливу, під час яких вона використовувала інтенсивне моделювання для відтворення того, як відбуваються планетарні зіткнення. У 2012 році Кануп вперше опублікувала уточнення гіпотези гігантського впливу, стверджуючи, що Місяць і Земля сформувалися в серії етапів, які почалися з масового зіткнення двох планетних тіл, кожен більше за Марс, які потім знову зіткнулися і тепер ми маємо те, що називаємо Землею. Після повторного зіткнення Земля була оточена шаром матеріалу, який об'єднався, щоб сформувати Місяць. Вона написала книгу про походження Землі і Місяця, а також опублікувала дослідження, що описують її гіпотезу щодо гігантського впливу у формуванні Плутона і Харона.
Робін М. Кануп — видатна артистка балету і танцювала головну роль у Coppélia в Boulder Ballet всього через один тиждень після закінчення написання дисертації.